# Laurence Olivier Award for Best Actor in a Supporting Role
Der Laurence Olivier Award for Best Actor in a Supporting Role (deutsch: Laurence Olivier Auszeichnung für den besten Nebendarsteller) ist ein britischer Theater- und Musicalpreis, der erstmals 1977 vergeben wurde.

## Geschichte und Hintergrund
Die Laurence Olivier Awards werden seit 1976 jährlich in zahlreichen Kategorien von der Society of London Theatre vergeben. Sie gelten als höchste Auszeichnung im britischen Theater und sind vergleichbar mit den Tony Awards am amerikanischen Broadway. Ausgezeichnet werden herausragende Darsteller und Produktionen einer Theatersaison, die im Londoner West End zu sehen waren. Die Nominierten und Gewinner der Laurence Olivier Awards „werden jedes Jahr von einer Gruppe angesehener Theaterfachleute, Theaterkoryphäen und Mitgliedern des Publikums ausgewählt, die wegen ihrer Leidenschaft für das Londoner Theater“ bekannt sind. Eine der Preiskategorien ist der Laurence Olivier Award for Best Actor in a Supporting Role, der erstmals 1977 vergeben wurde. In den folgenden Jahren wurde oft auch für Darsteller und Darstellerinnen gemeinsam der Laurence Olivier Award for Best Performance in a Supporting Role ausgezeichnet.

## Gewinner und Nominierte
Die Übersicht der Gewinner und Nominierten listet pro Jahr die nominierten Darsteller und ihre Rollen in den Theaterstücken. Der Gewinner eines Jahres ist grau unterlegt und fett angezeigt.

### 1977–1979
| Jahr            | Darsteller           | Theaterstück             | Rolle             |
| 1977            |                      |                          |                   |
| --------------- | -------------------- | ------------------------ | ----------------- |
| 1977            | Nigel Hawthorne      | Privates on Parade       | Major Giles Flack |
| 1977            | Michael Pennington   | Romeo and Juliet         | Mercutio          |
| 1977            | Paul Rogers          | The Madras House         | Henry Huxtable    |
| 1977            | Patrick Ryecart      | Candida                  | Eugene Marchbanks |
| 1978            |                      |                          |                   |
| Robert Eddison  | Twelfth Night        | Andrew Aguecheek / Feste |                   |
| Michael Bryant  | The Double Dealer    | Sir Paul Plyant          |                   |
| Julian Glover   | Coriolanus           | Aufidius                 |                   |
| Robert Stephens | Brand                | Mayor                    |                   |
| 1979            |                      |                          |                   |
| Patrick Stewart | Antony and Cleopatra | Enobarbus                |                   |
| Michael Bryant  | Undiscovered Country | Dr. von Aigner           |                   |
| Stephen Greif   | Death of a Salesman  | Biff                     |                   |
| David Suchet    | Once in a Lifetime   | Herman Glogauer          |                   |

### 1980–1984
| Jahr                | Darsteller                      | Theaterstück          | Rolle                   |
| 1980                |                                 |                       |                         |
| ------------------- | ------------------------------- | --------------------- | ----------------------- |
| 1980                | David Threlfall                 | Nicholas Nickleby     | Angry Gentleman / Smike |
| 1980                | Simon Callow                    | Amadeus               | Wolfgang Amadeus Mozart |
| 1980                | Edward Petherbridge             | Nicholas Nickleby     | Newman Noggs            |
| 1980                | John Rogan                      | Juno and the Paycock  | Joxer Daly              |
| 1981                |                                 |                       |                         |
| Joe Melia           | Good                            | Maurice               |                         |
| Tony Church         | Hamlet                          | Polonius              |                         |
| Norman Rodway       | Shadow of a Gunman              | Seuman Shields        |                         |
| Tom Wilkinson       | Hamlet                          | Horatio               |                         |
| 1982                |                                 |                       |                         |
| David Healy         | Guys and Dolls                  | Nicely Nicely Johnson |                         |
| Geoffrey Hutchings  | A Midsummer Night’s Dream       | Bottom                |                         |
| Stephen Moore       | All’s Well That Ends Well       | Parolles              |                         |
| Paul Rogers         | The Importance of Being Earnest | Rev. Canon Chasuble   |                         |
| 1983                |                                 |                       |                         |
| Alan Devlin         | A Moon for the Misbegotten      | Phil Hogan            |                         |
| Ian McDiarmid       | Tales from Hollywood            | Bertolt Brecht        |                         |
| Mark Rylance        | Arden of Faversham              | Michael               |                         |
| Antony Sher         | King Lear                       | Fool                  |                         |
| 1984                |                                 |                       |                         |
| Edward Petherbridge | Strange Interlude               | Charles Marsden       |                         |
| Ramolao Makhene     | "Master Harold"...and the Boys  | Sam                   |                         |
| Richard O’Callaghan | Twelfth Night                   | Feste                 |                         |
| Timothy Spall       | Saint Joan                      | Charles, the Dauphin  |                         |

### 1991–1997
| Jahr                | Darsteller                     | Theaterstück       | Rolle        |
| 1991                |                                |                    |              |
| ------------------- | ------------------------------ | ------------------ | ------------ |
| 1991                | David Bradley                  | King Lear          | The Fool     |
| 1991                | Ben Daniels                    | Never the Sinner   | Richard Loeb |
| 1991                | Mick Ford                      | Singer             | Stefan       |
| 1991                | Jonathan Kent                  | The Rehearsal      | Hero         |
| 1992                |                                |                    |              |
| Oleg Menshikov      | When She Danced                | Sergei Yesenin     |              |
| Simon Russell Beale | Troilus and Cressida           | Thersites          |              |
| Henry Goodman       | Angels in America              | Roy Cohn / Prior 2 |              |
| Ken Stott           | The Recruiting Officer         | Sergeant Kite      |              |
| 1993                |                                |                    |              |
| Julian Glover       | Henry IV, Parts 1 und 2        | Henry IV.          |              |
| Robin Bailey        | Trelawny of the Wells          | Sir William Gower  |              |
| David Bradley       | Henry IV, Part 2               | Justice Shallow    |              |
| Martin Shaw         | An Ideal Husband               | Lord Goring        |              |
| 1994                |                                |                    |              |
| Joseph Mydell       | Angels in America: Perestroika | Belize             |              |
| Richard McCabe      | The Winter’s Tale              | Autolycus          |              |
| Rufus Sewell        | Arcadia                        | Septimus Hodge     |              |
| 1995                |                                |                    |              |
| Ken Stott           | Broken Glass                   | Dr. Harry Hyman    |              |
| Simon Russell Beale | The Tempest                    | Ariel              |              |
| Simon Coates        | As You Like It                 | Celia              |              |
| Trevor Peacock      | The Birthday Party             | Petey              |              |
| 1997                |                                |                    |              |
| Trevor Eve          | Uncle Vanya                    | Astrov             |              |
| Stephen Boxer       | The Herbal Bed                 | Barnabus Goche     |              |
| Tony Haygarth       | Twelve Angry Men               | Juror 3            |              |
| Owen Teale          | A Doll’s House                 | Torvald Helmer     |              |

### 2000–2002
| Jahr             | Darsteller               | Theaterstück         | Rolle                 |
| 2000             |                          |                      |                       |
| ---------------- | ------------------------ | -------------------- | --------------------- |
| 2000             | Roger Allam              | Money                | Henry Graves          |
| 2000             | Michael Bryant           | Summerfolk           | Semyon Dvoetochie     |
| 2000             | Ron Cook                 | Juno and the Paycock | Joxer Daly            |
| 2000             | Michael Williams         | The Forest           | Arkadiy Schastlivtsev |
| 2001             |                          |                      |                       |
| Ben Daniels      | All My Sons              | Chris Keller         |                       |
| Chiwetel Ejiofor | Blue/Orange              | Christopher          |                       |
| Douglas Hodge    | The Caretaker            | Aston                |                       |
| Jason Watkins    | A Servant to Two Masters | Truffaldino          |                       |
| 2002             |                          |                      |                       |
| Toby Jones       | The Play What I Wrote    | Arthur               |                       |
| Desmond Barrit   | Henry IV, Parts 1 und 2  | Sir John Falstaff    |                       |
| Ned Beatty       | Cat on a Hot Tin Roof    | Big Daddy            |                       |
| Adam Godley      | Mouth to Mouth           | Gompertz             |                       |
| Malcolm Sinclair | Privates on Parade       | Major Giles Flack    |                       |

### 2010–2019
| Jahr               | Darsteller                        | Theaterstück            | Rolle   |
| 2010               |                                   |                         |         |
| ------------------ | --------------------------------- | ----------------------- | ------- |
| 2010               | Eddie Redmayne                    | Red                     | Ken     |
| 2010               | Mackenzie Crook                   | Jerusalem               | Ginger  |
| 2010               | Rory Kinnear                      | Burnt by the Sun        | Mitya   |
| 2010               | Tim Pigott-Smith                  | ENRON                   | Ken Lay |
| 2011               |                                   |                         |         |
| Adrian Scarborough | After the Dance                   | John Reid               |         |
| James Laurenson    | Hamlet                            | Ghost / The Player King |         |
| Hilton McRae       | End of the Rainbow                | Anthony                 |         |
| Lee Ross           | Birdsong                          | Jack Firebrace          |         |
| 2013               |                                   |                         |         |
| Richard McCabe     | The Audience                      | Harold Wilson           |         |
| Paul Chahidi       | Twelfth Night                     | Maria                   |         |
| Adrian Scarborough | Hedda Gabler                      | Jurgen Tesman           |         |
| Kyle Soller        | Long Day’s Journey into Night     | Edmund                  |         |
| 2014               |                                   |                         |         |
| Jack Lowden        | Ghosts                            | Oswald                  |         |
| Ron Cook           | Henry V                           | Pistol                  |         |
| Mark Gatiss        | Coriolanus                        | Menenius                |         |
| Ardal O’Hanlon     | The Weir                          | Jim                     |         |
| 2015               |                                   |                         |         |
| Nathaniel Parker   | Wolf Hall / Bring Up the Bodies   | Henry VIII.             |         |
| David Calder       | The Nether                        | Doyle                   |         |
| Richard Goulding   | King Charles III                  | Prince Harry            |         |
| John Light         | Taken at Midnight                 | Dr. Conrad              |         |
| 2016               |                                   |                         |         |
| Mark Gatiss        | Three Days in the Country         | Shpigelsky              |         |
| Michael Pennington | The Winter’s Tale                 | Antigonus               |         |
| Tom Sturridge      | American Buffalo                  | Bobby                   |         |
| David Suchet       | The Importance of Being Earnest   | Lady Bracknell          |         |
| 2017               |                                   |                         |         |
| Anthony Boyle      | Harry Potter and the Cursed Child | Scorpius Malfoy         |         |
| Freddie Fox        | Travesties                        | Tristan Tzara           |         |
| Brian J. Smith     | The Glass Menagerie               | Jim O’Connor            |         |
| Rafe Spall         | Hedda Gabler                      | Judge Brack             |         |
| 2018               |                                   |                         |         |
| Bertie Carvel      | Ink                               | Rupert Murdoch          |         |
| John Hodgkinson    | The Ferryman                      | Tom Kettle              |         |
| James McArdle      | Angels in America                 | Louis Ironson           |         |
| Peter Polycarpou   | Oslo                              | Ahmed Qurei             |         |
| 2019               |                                   |                         |         |
| Chris Walley       | The Lieutenant of Inishmore       | Davey                   |         |
| Keir Charles       | Quiz                              | verschiedene Rollen     |         |
| Adam Gillen        | Killer Joe                        | Chris Smith             |         |
| Adrian Lukis       | The Price                         | Walter Franz            |         |
| Malcolm Sinclair   | Pressure                          | Dwight D. Eisenhower    |         |

### Seit 2020
| Jahr | Darsteller                                                             | Theaterstück                                   | Rolle               |
| 2020 |                                                                        |                                                |                     |
| --- | ---------------------------------------------------------------------- | ---------------------------------------------- | ------------------- |
| 2020 | Adrian Scarborough                                                     | Leopoldstadt                                   | Hermann Merz        |
| 2020 | Arinzé Kene                                                            | Death of a Salesman                            | Biff Loman          |
| 2020 | Colin Morgan                                                           | All My Sons                                    | Chris Keller        |
| 2020 | Reece Shearsmith                                                       | A Very Expensive Poison                        | The President / Jon |
| 2021/2022                                                                                               |                                                                        |                                                |                     |
| Fred Davis, Daisy Franks, Romina Hytten, Tom Larkin, Habib Nasib Nader, Tom Stacy und Scarlet Wilderink | Life of Pi                                                             | Tiger                                          |                     |
| Dino Fetscher                                                                                           | The Normal Heart                                                       | Felix Turner                                   |                     |
| Nathaniel Parker                                                                                        | The Mirror and the Light                                               | Henry VIII.                                    |                     |
| Danny Lee Wynter                                                                                        | The Normal Heart                                                       | Tommy Boatwright                               |                     |
| 2023 |                                                                        |                                                |                     |
| Will Keen als Vladimir Putin in Patriots                                                                |                                                                        |                                                |                     |
| Mark Akintimehin, Emmanuel Akwafo, Nnabiko Ejimofor, Darragh Hand, Aruna Jalloh und Kaine Lawrence      | For Black Boys Who Have Considered Suicide When the Hue Gets Too Heavy | Onyx, Pitch, Jet, Sable, Obsidian und Midnight |                     |
| Elliot Levey                                                                                            | Good                                                                   | Maurice                                        |                     |
| David Moorst                                                                                            | To Kill a Mockingbird                                                  | Dill Harris                                    |                     |
| Sule Rimi                                                                                               | Blues for an Alabama Sky                                               | Sam Thomas                                     |                     |
| 2024 |                                                                        |                                                |                     |
| Will Close                                                                                              | Dear England                                                           | Harry Kane                                     |                     |
| Paul Hilton                                                                                             | An Enemy of the People                                                 | Peter Stockmann                                |                     |
| Giles Terera                                                                                            | Clyde’s                                                                | Montrellous                                    |                     |
| Luke Thompson                                                                                           | A Little Life                                                          | Willem Ragnarsson                              |                     |
| Zubin Varla                                                                                             | A Little Life                                                          | Harold Stein                                   |                     |